# Eyes Wide Open (canción de Sabrina Carpenter)
«Eyes Wide Open» es una canción grabada por la cantante estadounidense Sabrina Carpenter, lanzada por Hollywood Records el 7 de abril de 2015 como sencillo de su álbum de estudio del mismo nombre. La canción ganó un premio Radio Disney Music Award en la categoría "Mejor himno" en 2016.

## Antecedentes
Carpenter hizo que la canción principal del álbum estuviera disponible para quienes preordenaron el álbum en iTunes el 7 de abril de 2015. La canción fue una de las últimas en grabarse, cuando Carpenter comenzó a saber quién era realmente y cuando quería algo más conmovedor para su álbum, esa es la razón por la cual la canción es diferente del resto del disco. En una entrevista con la revista Justine, dijo que «Eyes Wide Open» era su canción favorita del álbum.

## Composición
Musicalmente, es una canción de pop rock de tres minutos y trece segundos con elementos de power pop. En términos de notación musical, se compuso usando 4/4 tiempos comunes en la clave de Fa menor, con un tempo moderado de 88 latidos por minuto . La canción sigue la progresión de acordes de Fm-D ♭ -A ♭ y se extiende el rango vocal de Carpenter de la nota baja Un ♭ 3 a la nota alta de E ♭ 5, dando a la canción una octava y cuatro notas de rango. La producción de la canción está respaldada por voces de fondo pegadizas, un piano y un ritmo de bajo simple. En el coro, la canción gana guitarras y elementos de percusión. 
Líricamente, la canción demuestra un "estado de ánimo más oscuro" donde Carpenter canta sobre quién es ella y su camino.

## Recepción crítica
Dolph Malone de Headline Planet criticó la canción como una canción sin emociones, pero técnicamente correcta. Él dijo "[...] «We will Be the Stars» y «Eyes Wide Open» son dos de las canciones más débiles del álbum. Taylor Weatherby de Billboard señaló "que el tema es una de las mejores canciones de Carpenter al decir" [...] «Eyes Wide Open» sirvió como su declaración de independencia que mostró al mundo que estaba lista para lo que vendría a pesar de su corta edad. Las letras en sí mismas son lo suficientemente potentes, añadió además que Carpenter parece imparable con esta canción".

## Vídeo musical
El video musical dirigido por Sarah McColgan, se estrenó en Vevo y YouTube el 14 de junio de 2015. El detrás de escena del video musical se estrenó el 17 de julio de 2015 en las mismas plataformas y presenta a su hermana Sarah Carpenter. El 29 de julio de 2015, se estrenó un video de letras en YouTube que presenta varias escenas de las calles de California. 

## Presentaciones en vivo
«Eyes Wide Open» se presentó por primera vez en Radio Disney Music Awards 2015, donde hizo un popurrí con su sencillo «We'll Be the Stars». Interpretó la canción en D23 Expo en 2015. La canción también se interpretó en YTV Summer Beach Bash II en agosto de 2015. En 2016, interpretó la canción en el Honda Stage en el iHeartRadio Theatre LA junto con algunas versiones y canciones de su primer y segundo álbum.

## Historial de lanzamiento
| País   | Fecha              | Formato                     | Discográfica      | Ref.  |
| ------ | ------------------ | --------------------------- | ----------------- | ----- |
| Varios | 7 de abril de 2016 | Descarga digital, Streaming | Hollywood Records | [ 2 ] |